# Prințesa Clémentine a Belgiei
Clémentine a Belgiei (Clémentine Albertine Marie Léopoldine 30 iulie 1872 – 8 martie 1955) a fost membră a familiei regale belgiene și soția lui Napoléon Victor Bonaparte, pretendent bonapartist la tronul Franței.

## Primii ani
Prințesa Clémentine s-a născut la palatul regal din Laeken și a fost a treia fiică a regelui Leopold al II-lea al Belgiei și a soției lui, Marie Henriette de Austria. Bunicul ei a fost primul rege al belgienilor, iar mătușa ei a fost împărăteasă a Mexicului.
Copilăria ei a fost marcată de o educație aspră, din cauza neînțelegerilor dintre părinții și a morții singurului ei frate, prințul Leopold, în 1869. În 1876, tatăl său a început colonizarea statului Congo, care i-a adus o avere imensă.
Clémentine a fost crescută de mama ei, care a avut un temperament teribil și dificil, așa încât Clémentine a devenit apropiată de sora ei, Stéphanie. După ce Stéphanie plecat în Austria pentru a se căsători cu Prințul Moștenitor Rudolf al Austriei, Clémentine a rămas singură. Sora ei mai mare, Louise-Marie, era căsătorită încă de când Clémentine avea trei ani. Odată cu vârsta Clémentine a căpătat independență față de tatăl ei și a călătorit fără aprobarea mamei.
Mama Clementinei a murit în 1902 iar Clementina a devenit doamna cu rangul cel mai înalt din Belgia.

## Dragoste

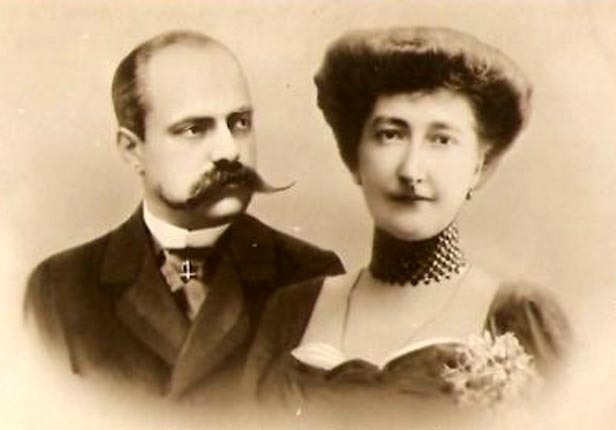
Clémentine și Napoléon Victor Bonaparte

De-a lungul vieții Clémentine a avut trei iubiri cunoscute. Primul a fost verișorul ei, Prințul Baudouin, fiul cel mai mare al unchiul ei, Prințul Filip, Conte de Flandra și moștenitor al tatălui ei care nu avea fii. Al doilea a fost baronul Auguste Goffinet, un membru al curții belgiene, iar ultimul a fost prințul Napoléon Victor Bonaparte, moștenitorul imperiului lui Napoleon, după moartea vărului său, Ludovic Napoléon, Prinț Imperial, fiu al fostei împărătese Eugenie.
Din păcate Prințul Baudouin nu a răspuns afecțiunii Clementinei; acesta a murit la 21 de ani. O căsătorie cu baronul ar fi fost imposibilă deoarece el nu avea sânge regal. Dragostea ei pentru Prințul Bonaparte a fost ceva la care ea nu a renunțat niciodată.
Clémentine s-a căsătorit Prințul Napoléon Victor Bonaparte după moartea tatălui ei. Nunta a avut loc la Moncalieri, Italia, la 10 noiembrie/14 noiembrie 1910. Cuplul a avut doi copii: Prințesa Marie-Clotilde născută în 1912 și Prințul Louis născut în 1914.

## Deces
A murit la Nice în 1955, la vârsta de 82 de ani.